# آلمانی آمریکایی‌ها
گروه قومی آلمانی آمریکایی‌ها (آلمانی: Deutschamerikaner) متشکل از آمریکایی‌هایی است که به‌طور کامل یا جزئی، اصل و نسب آلمانی دارند. با اندازه تخمینی حدود ۴۶ میلیون در سال ۲۰۱۴، در ارزیابی جامعه آمریکا انجام شده از سوی اداره آمار ایالات متحده آلمانی آمریکایی‌ها بزرگترین گروه را در بین اصل و نسب‌های مختلف دارا هستند. این گروه آلمانی‌های دور از وطن در جهان را لحاظ می‌کند. هیچ‌یک از کشورهای آلمانی تا به حال در قاره آمریکا مستعمره‌ای نداشته‌است. در دهه ۱۶۷۰ اولین گروه قابل توجه از مهاجران آلمانی وارد مستعمرات بریتانیا شده و غالباً در در نیویورک و پنسیلوانیا سکنی گزیدند. مهاجرت‌ها در قرن نوزدهم به تعداد زیاد ادامه یافت: ورود هشت میلیون از آلمان وارد کشور شدند. تا سال ۲۰۱۰ جمعیت آنان به ۴۹٫۸ میلیون افزایش یافت. یک «کمربند آلمانی» وجود دارد که در سرتاسر آمریکا و از شرق پنسیلوانیا تا ساحل اورگن امتداد دارد. پنسیلوانیا بزرگترین جمعیت آلمانی آمریکایی را در ایالات متحده آمریکا در خود جای داده‌است. بسیاری از مهاجرین در جستجوی آزادی سیاسی و مذهبی و بقیه برای فرصت‌های اقتصادی مهاجرت کردند. آلمانی آمریکایی‌ها اولین کودکستان در ایالات متحده ایجاد و سنت درخت کریسمس را به آمریکا وارد کردند. منشأ بسیاری از غذاهای آمریکایی محبوب نظیر هاتداگ و همبرگر آلمانی است. اکثریت بزرگی از مردم با اصل و نسب آلمانی آمریکایی سازی شده‌اند و به سختی می‌توان بیش از ۵٪ آلمانی بفهمند. شهرهای دارای مراسم فرهنگی سالانه میراث فرهنگی آلمانی عبارتند از شیکاگو، سینسیناتی، اوهایو، میلواکی، ویسکانسین، پیتسبرگ، پنسیلوانیا و سنت لوئیس.